# 硫酸软骨素

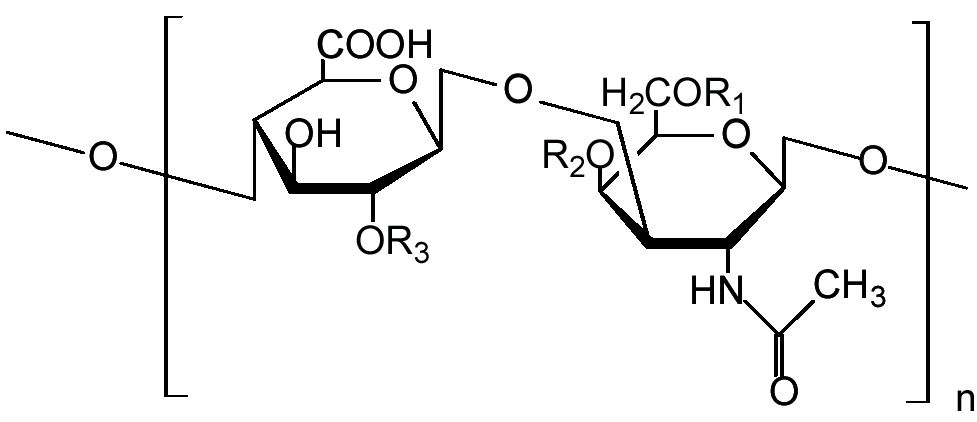
硫酸软骨素的结构示意图，图中的字母代表：R_{1} = SO_{3}H; R_{2}, R_{3} = H

硫酸软骨素（chondroitin sulfate，CS）是一种带有硫酸基团的糖胺聚糖，由N-乙酰半乳糖胺与葡萄糖醛酸聚合而成。硫酸软骨素是结缔组织中细胞外基质的组成成分之一，皮肤、骨、软骨、肌腱，以及韧带中都含有硫酸软骨素。软骨中的硫酸软骨素能为软骨提供抵抗机械压缩的能力。
目前，硫酸软骨素是一种常见的膳食补充剂。一些研究表明摄入硫酸软骨素对缓解骨关节炎有帮助，但也有研究表明硫酸软骨素对骨关节炎无明显疗效，硫酸软骨素是否对改善骨关节炎有帮助仍无明确结论。

## 结构
硫酸软骨素是一种糖胺聚糖，分子内无支链、可溶于水。硫酸软骨素的基本组成单元是N-乙酰半乳糖胺与葡萄糖醛酸，由N-乙酰半乳糖胺通过β-1,4-糖苷键与葡萄糖醛酸通过β-1,3-糖苷键反复交联形成。
硫酸软骨素主要分硫酸软骨素A与硫酸软骨素C两种，其区别在于硫酸软骨素A的硫酸基团在N-乙酰半乳糖胺的4位碳上，而硫酸软骨素C的硫酸基团在N-乙酰半乳糖胺的6位碳上。

## 功能
硫酸软骨素是结缔组织中细胞外基质的主要组成成分之一，能与核心蛋白之间形成共价连接，共同组成蛋白聚糖。体内的硫酸软骨素能为软骨提供抵抗机械压缩的能力。
另外，硫酸软骨素在神经系统内的信号传递过程中发挥重要作用。硫酸软骨素也有提高中枢神经系统活跃程度的作用。

## 用途
利用硫酸软骨素易溶于水、在体内可降解的特点，硫酸软骨素可与胶原蛋白组合，用作组织工程中的支架材料。
另外，硫酸软骨素也是一种市面上常见的膳食补充剂。一些临床研究表明摄入硫酸软骨素确能对骨关节炎起改善作用，但也有研究表明摄入硫酸软骨素的病人相比对照组（安慰剂）病情并无显著改观。

### 潜在的不良反应
总的来源，即便长期服用硫酸软骨素也不会引起毒副作用。也有一些报导表明少数患者服用硫酸软骨素后会发生头疼、嗜睡、胃灼热，以及过敏等不良反应。